# واباش (ایندیانا)
واباش، ایندیانا (به انگلیسی: Wabash, Indiana) یک شهر در ایالات متحده آمریکا با جمعیت ۱۰٬۶۶۶ نفر است که در ایندیانا واقع شده‌است.

## موقعیت جغرافیایی
موقعیت جغرافیایی شهرها و مناطق اطراف به شرح زیر است:

## نگارخانه

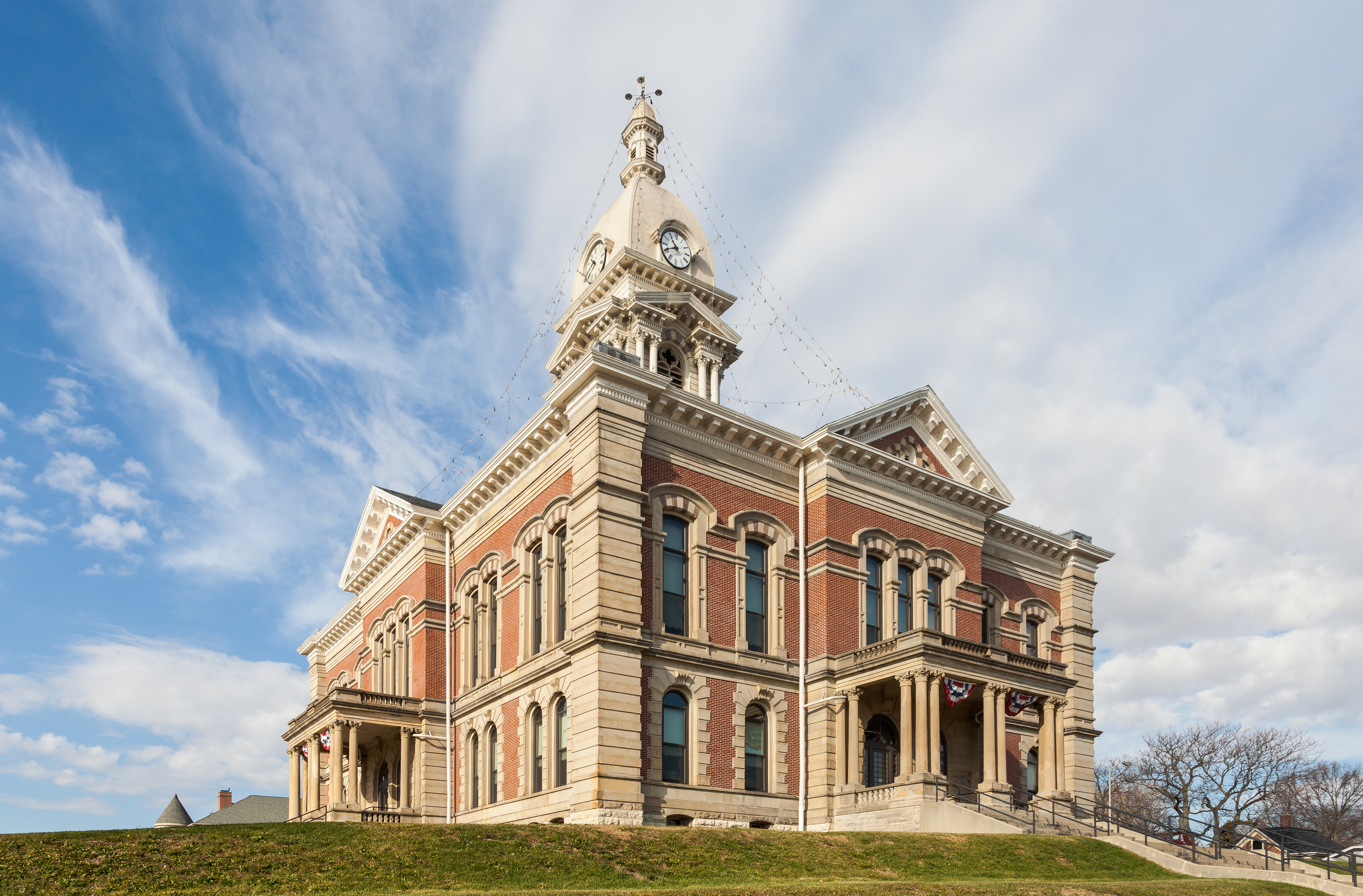
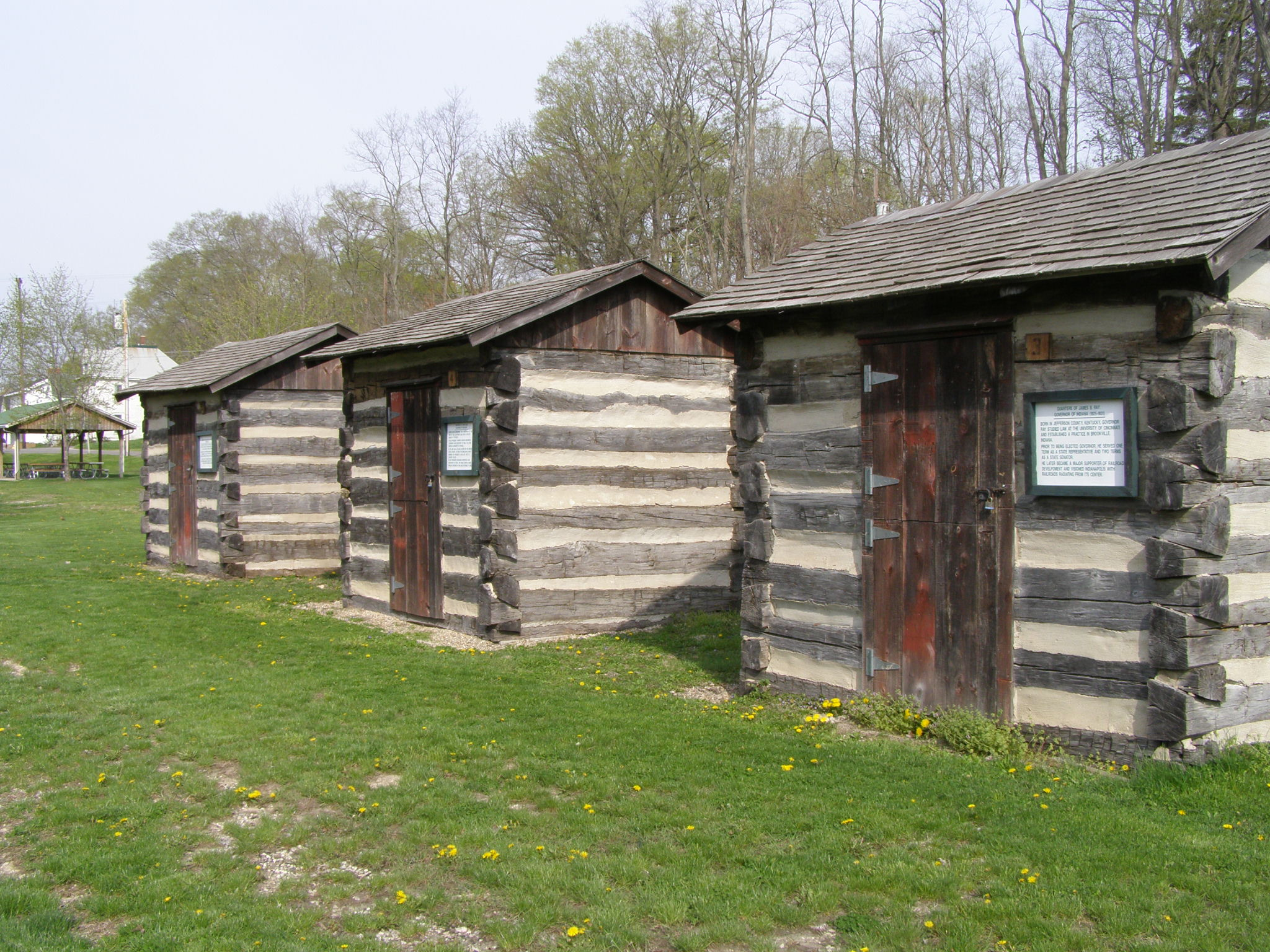
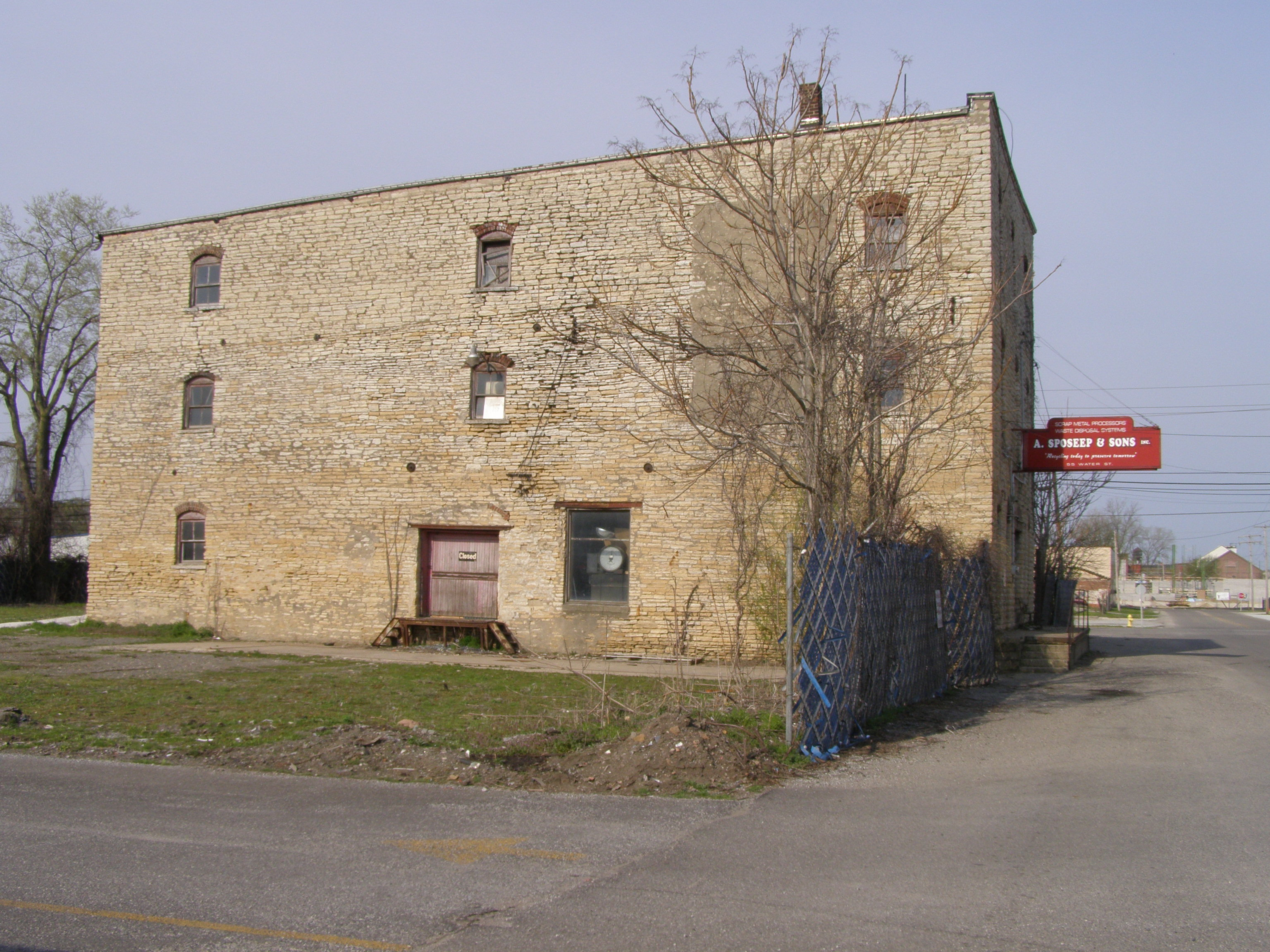
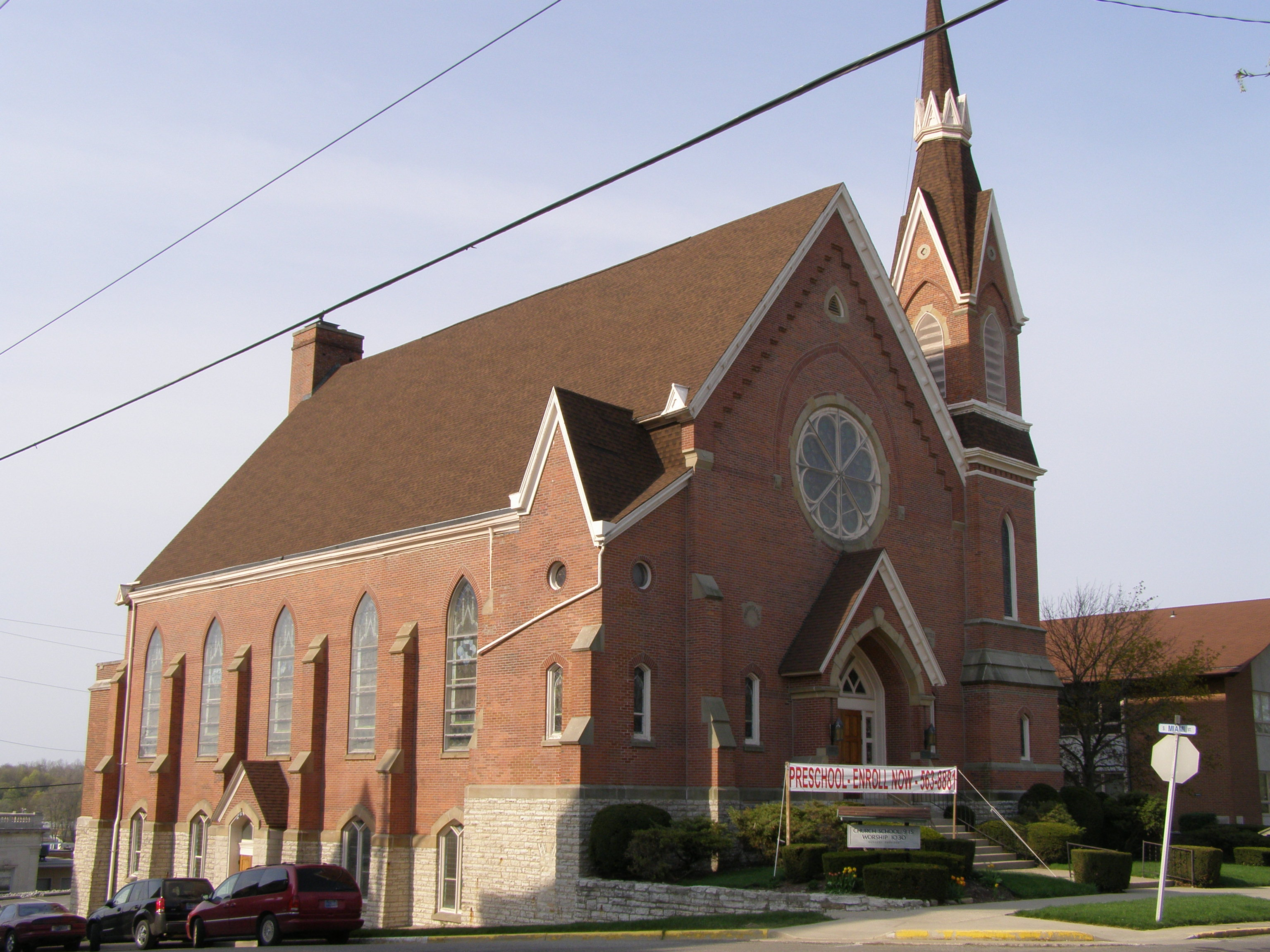
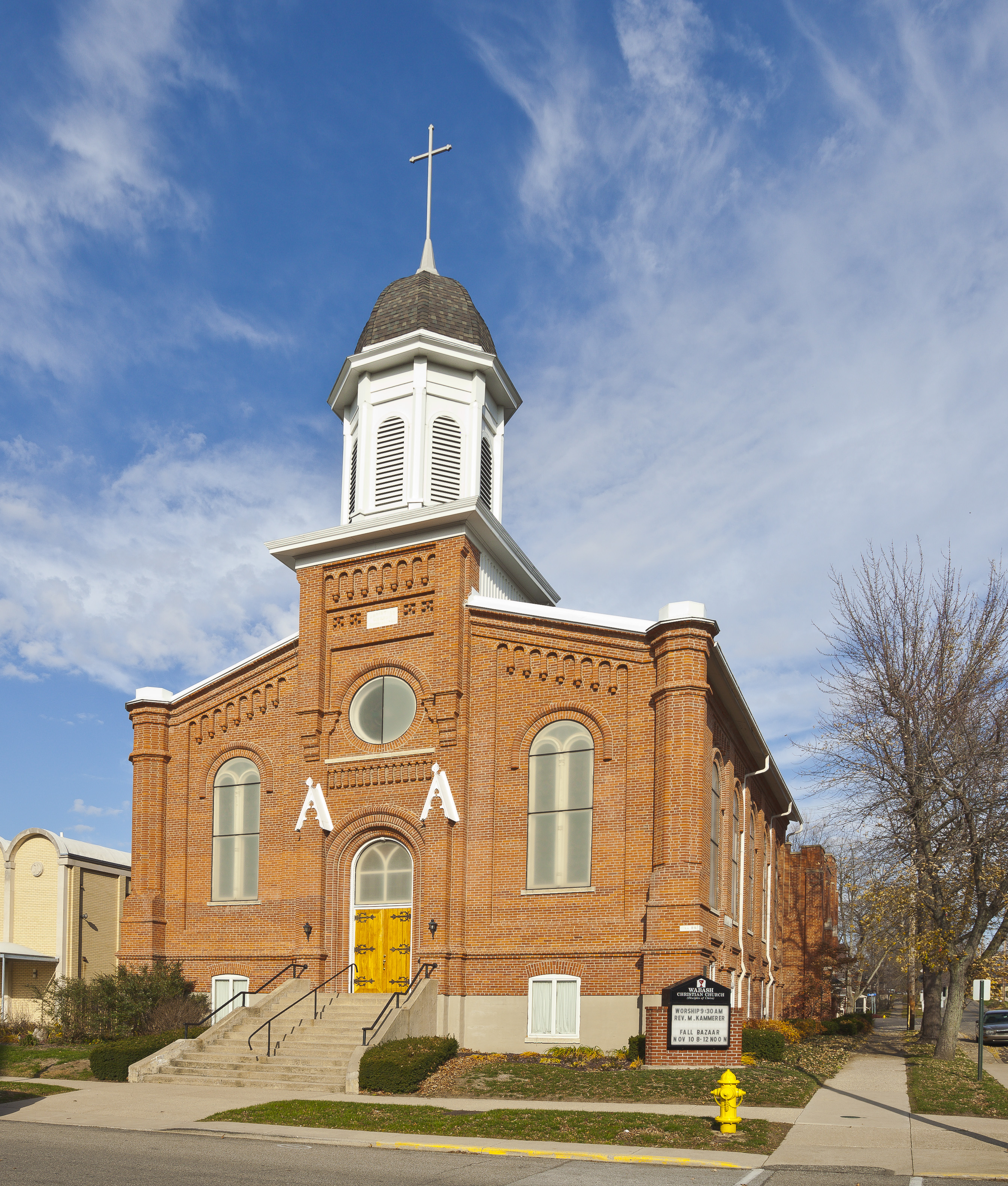